# Banaba
Banaba (o isla Ocean), es una isla  de coral habitada de 5 km² en el océano Pacífico, ubicada al oeste de las islas Gilbert y 300 km al este de Nauru. Forma parte de la república de Kiribati. El punto más alto en la isla es también el punto más alto de Kiribati, con 81 metros (266 pies) de alto. Junto con Nauru y Makatea, es una de las grandes fuentes de fosfato del Pacífico. Su población, deportada para explotar los fosfatos de la isla, abrió el proceso más largo de la historia, contra el gobierno británico. Quedan 335 habitantes viviendo en la isla.[cita requerida]
La extracción de rocas con fosfato (para fertilizantes) que se llevó a cabo entre 1900 y 1979, eliminó el 90% de la superficie de la isla. Las fuerzas japonesas ocuparon la isla desde el 26 de agosto de 1942 hasta el final de la Segunda Guerra Mundial en 1945. Las autoridades británicas trasladaron a la mayoría de la población a la isla de Rabi en Fiyi después de 1945, con oleadas posteriores de emigración en 1977 y 1981-1983. Algunos han regresado posteriormente, tras el fin de la minería en 1979; aproximadamente 300 vivían en la isla en 2001. La población de Banaba en el censo de 2010 era de 295. A nivel mundial, se estima que hay 6000 personas de ascendencia banabanesa. En la isla de Rabi, los nombres de los asentamientos son los mismos cuatro nombres auténticos de la isla de Banaba. 
La isla de Banaba es una anomalía política. A pesar de ser parte de Kiribati, su administración municipal está a cargo del Consejo de Líderes y Ancianos de Rabi, con sede en la isla de Rabi en Fiyi.